# 679
| [ Edytuj tabelę ]          |                                   |
| Cesarz Bizancjum           | - 668 Konstantyn IV 685           |
| Cesarz Chin                | - 649 Tang Gaozong 683            |
| Król Essexu                | - 664 Sighere 683 - 664 Sebbi 694 |
| Król Franków               | - 679 Teuderyk III 691            |
| Król Franków w Austrazji   | - 676 Dagobert II 679             |
| Cesarz Japonii             | - 673 Tenmu 686                   |
| Kalif                      | - 661 Mu’awija I 680              |
| Król Kentu                 | - 673 Hlothere 685                |
| Patriarcha Konstantynopola | - 679 Jerzy I 686                 |
| Król Longobardów           | - 671 Perktarit 688               |
| Król Mercji                | - 675 Ethelred I 704              |
| Król Nortumbrii            | - 670 Egfryt 685                  |
| Papież                     | - 678 Agaton 681                  |
| Król Wizygotów             | - 672 Wamba 680                   |

Rok 679 / DCLXXIX
stulecia: VI wiek ~
VII wiek ~
VIII wiek

lata: 669 «
674 «
675 «
676 «
677 «
678 «
679
» 680
» 681
» 682
» 683
» 684
» 689

## Wydarzenia
- 23 grudnia – król Austrazji św. Dagobert II został zamordowany podczas polowania koło Stenay w Ardenach.

- Protobułgarski najazd na Bałkany.
- Traktat pokojowy Bizancjum z Asparuchem, powstanie państwa bułgarskiego.

## Zmarli
- 23 grudnia – Dagobert II, król Austrazji (ur. ok. 650)